# Fania Oz-Salzberger
Fania Oz-Salzberger (Hebreeuws: פניה עוז-זלצברגר) (Hulda, 28 oktober 1960) is een Israëlisch historicus en schrijver. 

## Biografie
Oz-Salzberger is de oudste dochter van Amos Oz en Nily. Ze ging naar school in Kibbutz Hulda en diende in het leger. Oz-Salzberger behaalde een Bachelor of Arts in geschiedenis en filosofie en een Master of Arts in moderne geschiedenis aan de universiteit van Tel Aviv. Haar proefschrift, waarop ze in 1991 aan de universiteit van Oxford promoveerde, behandelde de Duitse verlichting en de Schotse verlichting
Oz-Salzberger werkte onder meer bij het Lincoln College en Wolfson College te Oxford. Sinds 1993 is ze verbonden aan de Universiteit van Haifa, alwaar ze in 2009 hoogleraar werd. 
Daarnaast zetelt ze in de adviesraad van de "Israel Democracy Institute".
Oz-Salzberger is getrouwd met Eli Salzberger; ze hebben twee zonen. 

## Publicatie
- Translating the Enlightenment: Scottish Civic Discourse in Eighteenth Century Germany (1995)
- Israelis in Berlin (2001)
- Jews and Words (2012), samen met Amos Oz

- Bibsys: 90880966
- Biblioteca Nacional de España: XX5434588
- Bibliothèque nationale de France: cb150141845 (data)
- Catàleg d'autoritats de noms i títols de Catalunya: 981058514833606706
- CiNii: DA08879816
- Gemeinsame Normdatei: 123332958
- International Standard Name Identifier: 0000 0001 1069 4008
- Library of Congress Control Number: n94057454
- Nationale Bibliotheek van Letland: 000033842
- Nationale Bibliotheek van Tsjechië: jo2015863238
- Nationale Bibliotheek van Israël: 987007266100905171
- Nationale en Universitaire bibliotheek Zagreb: 000650561
- Nederlandse Thesaurus van Auteursnamen: 162856091
- ORCID: 0000-0002-2636-1811
- Réseau des bibliothèques de Suisse occidentale: 02-A003663322
- LIBRIS: 380385
- Système universitaire de documentation: 069282706
- Virtual International Authority File: 69208036
- WorldCat: E39PBJvMy3mvJdD9v9yhRhjjYP